# Lady Colin Campbell
Lady Colin Campbell (tên khai sinh là George William Ziadie; 17 tháng 8 năm 1949) là một nhà văn người Anh, người hoạt động xã hội, truyền hình và đài phát thanh người Anh, người đã xuất bản ba cuốn sách về Hoàng gia Anh. Chúng bao gồm tiểu sử của Diana, Công nương xứ Wales, nằm trong danh sách bán chạy nhất của Thời báo New York năm 1992 và Nữ hoàng Elizabeth The Queen Mother. Bà cũng đã viết hai cuốn tự truyện, một trong số đó là khám phá về mẹ bà.

## Hôn nhân và gia đình
Vào ngày 23 tháng 3 năm 1974, sau khi quen ông chỉ năm ngày, bà đã kết hôn với Lord Colin Ivar Campbell, con trai của Công tước Argyll thứ mười một. Bà đã nói về ông, "Anh ta có tính cách mạnh mẽ nhất của bất kỳ ai tôi từng gặp - anh ta chỉ đơn giản là toát ra sức mạnh, sự quyết đoán và quyến rũ." Tuy nhiên, mối quan hệ của họ nhanh chóng trở nên tồi tệ, và bà đã rời bỏ sau chín tháng, với lý do ông lạm dụng và nghiện ma túy. Hai người ly hôn sau 14 tháng. Bà đã kiện thành công một số ấn phẩm tuyên bố rằng bà sinh ra là một cậu bé và sau đó đã trải qua một sự thay đổi giới tính, và cáo buộc chồng cũ của bà đã bán câu chuyện không có thật để lấy tiền.
Năm 1993, bà nhận nuôi hai cậu bé người Nga là Misha và Dima. Bà sống ở Kennington, London.
Vào năm 2013, bà đã mua Castle Goring, một ngôi nhà nông thôn được xếp hạng I ở Worthing, Sussex.